# Иванов, Николай Васильевич (футболист)
Николай Васильевич Иванов (род 14 июня 1980 года, Елец, Липецкая область) — российский футболист, выступавший на позиции защитника. Известен по выступлениям за клубы первого и второго дивизионов России.

## Биография
Воспитанник футбольной школы елецкого «Торпедо». На взрослом уровне начал играть в родной команде в соревнованиях любителей. В 1998 году дебютировал на профессиональном уровне в составе клуба «Анапа».
В 1999 году перешёл в московское «Торпедо». За три сезона не сыграл ни одного матча за основной состав автозаводцев, а за дубль команды принял участие в 53 матчах второго дивизиона, где забил 2 гола, а также сыграл 19 матчей и забил 1 гол в первенстве дублёров.
С 2002 года в течение семи сезонов с перерывом выступал за липецкий «Металлург», в его составе провёл 175 матчей и забил 17 голов в первенствах страны. В 2002 и 2008 годах становился победителем зонального турнира второго дивизиона. В 2007 и 2008 годах признавался лучшим игроком клуба, а в 2008 году — лучшим защитником второго дивизиона.
Также выступал на профессиональном уровне за «Содовик», «Волгарь», оренбургский «Газовик», «Тюмень» и подольский «Витязь». В конце карьеры выступал на любительском уровне за родной «Елец».
Всего на профессиональном уровне сыграл 376 матчей в первенствах страны, в том числе 152 матча в первом дивизионе и 226 — во втором. Также сыграл 24 матча в Кубке России, лучшее личное достижение — участие в матче 1/8 финала против московского «Торпедо» в сезоне 2004/05.
В июне 2017 года объявил о завершении игровой карьеры. Планирует работать детским тренером в Тюмени.